# Dyrektor wykonawczy
Dyrektor wykonawczy – członek organu administracyjnego (rada jednoczęściowa), który zajmuje się prowadzeniem bieżącej działalności spółki.